# Jam!
Pour les articles homonymes, voir Jam.
Jam! était un site web canadien qui couvrait les informations sur le divertissement. Il faisait partie du portail en ligne CANOE, détenue et exploité par Québecor à travers sa division Sun Media.
Jam! était le seul média qui publiait l'ensemble des classements canadiens musicaux officiels qui étaient compilés par Nielsen SoundScan et Nielsen Broadcast Data Systems.
CKXT-TV, la chaîne de télévision de Sun Media à Toronto, a diffusé un magazine de divertissements nocturne, Inside Jam!.  Cependant, à cause des faibles audiences, la diffusion du programme a été réduite sensiblement.  À partir du 24 mars 2006, l'émission est passée d'un programme quotidien à une émission uniquement diffusé le week-end.